# Aboncourt-sur-Seille
Aboncourt-sur-Seille (in tedesco Abenhofen) è un comune francese di 73 abitanti situato nel dipartimento della Mosella nella regione del Grand Est.

## Società

### Evoluzione demografica
Abitanti censiti